# Floriana Football Club
Maillots
Actualités
Le Floriana Football Club est un club maltais de football basé à Floriana. 
Le club est fondé en 1894, ce qui en fait le deuxième plus ancien club de football maltais, après le St. George's Football Club, fondé en 1890.
Avec 26 championnats remportés, le Floriana est le club maltais le plus titré avec le Sliema Wanderers.

## Historique
- 1894 : fondation du club
- 1961 : 1re participation à une Coupe d'Europe (Coupe des vainqueurs de coupe européenne 1961-1962)

## Bilan sportif

### Palmarès
- Championnat de Malte (26)
  - Champion : 1910, 1912, 1913, 1921, 1922, 1925, 1927, 1928, 1929, 1931, 1935, 1937, 1950, 1951, 1952, 1953, 1955, 1958, 1962, 1968, 1970, 1973, 1975, 1977, 1993 et 2020[3]
  - Vice-champion : 1923, 1926, 1936, 1938, 1954, 1956, 1966, 1969, 1972, 1976, 1992, 1994, 2011, 2022 et 2024

- Coupe de Malte (21)
  - Vainqueur : 1938, 1945, 1947, 1949, 1950, 1953, 1954, 1955, 1957, 1958, 1961, 1966, 1967, 1972, 1976, 1981, 1993, 1994, 2011, 2017 et 2022
  - Finaliste : 1935, 1936, 1956, 1960, 1965, 1974, 1977, 1978, 1979, 1988, 1989, 2006 et 2024

- Supercoupe de Malte (2)
  - Vainqueur : 1993 et 2017
  - Finaliste : 1994, 2011 et 2022

### Bilan européen

#### Bilan
| Compétition                | P  | M  | V | N  | D  | BP | BC  | Diff. |
| -------------------------- | -- | -- | - | -- | -- | -- | --- | ----- |
| Ligue des champions (C1)   | 8  | 17 | 2 | 3  | 12 | 5  | 53  | -48   |
| Coupe des coupes (C2)      | 10 | 20 | 1 | 3  | 16 | 13 | 74  | -61   |
| Ligue Europa (C3)          | 7  | 14 | 1 | 3  | 10 | 8  | 45  | -37   |
| Ligue Conférence (C4)      | 3  | 10 | 3 | 3  | 4  | 12 | 16  | -4    |
| Coupe Intertoto            | 4  | 14 | 1 | 4  | 9  | 9  | 30  | -21   |
| Coupe des villes de foires | 1  | 2  | 0 | 0  | 2  | 0  | 7   | -7    |
| Total                      | 34 | 77 | 8 | 16 | 53 | 47 | 225 | -178  |

#### Résultats
Légende
- Victoire ou qualification pour le tour suivant
- Match nul
- Défaite ou élimination de la compétition

Note : dans les résultats ci-dessous, le score du club est toujours donné en premier
| Saison    | Compétition                | Tour                | Club                     | Domicile | Extérieur | Total             |
| --------- | -------------------------- | ------------------- | ------------------------ | -------- | --------- | ----------------- |
| 1961-1962 | Coupe des coupes           | Tour préliminaire   | Újpest FC                | 2 - 5    | 2 - 10    | 4 - 15            |
| 1962-1963 | Coupe des clubs champions  | Tour préliminaire   | Ipswich Town             | 1 - 4    | 0 - 10    | 1 - 14            |
| 1965-1966 | Coupe des coupes           | Seizièmes de finale | Borussia Dortmund        | 1 - 5    | 0 - 8     | 1 - 13            |
| 1966-1967 | Coupe des coupes           | Seizièmes de finale | Sparta Rotterdam         | 1 - 1    | 0 - 6     | 1 - 7             |
| 1967-1968 | Coupe des coupes           | Seizièmes de finale | NAC Breda                | 2 - 5    | 2 - 10    | 4 - 15            |
| 1968-1969 | Coupe des clubs champions  | Seizièmes de finale | FC Lahti                 | 1 - 1    | 0 - 2     | 1 - 3             |
| 1969-1970 | Coupe des villes de foires | 32es de finale      | Dinamo Bacău             | 0 - 1    | 0 - 6     | 0 - 7             |
| 1970-1971 | Coupe des clubs champions  | Seizièmes de finale | Sporting Portugal        | 0 - 4    | 0 - 5     | 0 - 9             |
| 1972-1973 | Coupe des coupes           | Seizièmes de finale | Ferencváros TC           | 1 - 0    | 0 - 6     | 1 - 6             |
| 1973-1974 | Coupe des clubs champions  | Seizièmes de finale | Club Bruges KV           | 0 - 2    | 0 - 8     | 0 - 10            |
| 1975-1976 | Coupe des clubs champions  | Seizièmes de finale | Hajduk Split             | 0 - 5    | 0 - 3     | 0 - 8             |
| 1976-1977 | Coupe des coupes           | Seizièmes de finale | Śląsk Wrocław            | 1 - 4    | 0 - 2     | 1 - 6             |
| 1977-1978 | Coupe des clubs champions  | Seizièmes de finale | Panathinaïkos            | 1 - 1    | 0 - 4     | 1 - 5             |
| 1978-1979 | Coupe des coupes           | Seizièmes de finale | Inter Milan              | 1 - 3    | 0 - 5     | 1 - 8             |
| 1981-1982 | Coupe des coupes           | Seizièmes de finale | Standard de Liège        | 1 - 3    | 0 - 9     | 1 - 12            |
| 1988-1989 | Coupe des coupes           | Seizièmes de finale | Dundee United            | 0 - 0    | 0 - 1     | 0 - 1             |
| 1991-1992 | Coupe UEFA                 | 32es de finale      | Neuchâtel Xamax          | 0 - 0    | 0 - 2     | 0 - 2             |
| 1975-1976 | Coupe UEFA                 | 32es de finale      | Borussia Dortmund        | 0 - 1    | 2 - 7     | 2 - 8             |
| 1993-1994 | Ligue des champions        | Tour préliminaire   | Ekranas Panevėžys        | 1 - 0    | 1 - 0     | 2 - 0             |
| 1993-1994 | Ligue des champions        | Seizièmes de finale | FC Porto                 | 0 - 0    | 0 - 2     | 0 - 2             |
| 1994-1995 | Coupe des coupes           | Tour préliminaire   | Sligo Rovers             | 2 - 2    | 0 - 1     | 2 - 3             |
| 1995      | Coupe Intertoto            | Groupe 11           | Tirol Innsbruck          | 0 - 4    | N/A       | Cinquième         |
| 1995      | Coupe Intertoto            | Groupe 11           | Hapoël Petah-Tikva       | N/A      | 1 - 1     | Cinquième         |
| 1995      | Coupe Intertoto            | Groupe 11           | RC Strasbourg            | 0 - 4    | N/A       | Cinquième         |
| 1995      | Coupe Intertoto            | Groupe 11           | Gençlerbirliği           | N/A      | 0 - 3     | Cinquième         |
| 1996-1997 | Coupe UEFA                 | Premier tour Q      | Beitar Jérusalem         | 1 - 5    | 1 - 3     | 2 - 8             |
| 1997      | Coupe Intertoto            | Groupe 12           | SV Ried                  | 1 - 2    | N/A       | Cinquième         |
| 1997      | Coupe Intertoto            | Groupe 12           | Merani Tbilissi          | N/A      | 0 - 5     | Cinquième         |
| 1997      | Coupe Intertoto            | Groupe 12           | Torpedo Moscou           | 0 - 1    | N/A       | Cinquième         |
| 1997      | Coupe Intertoto            | Groupe 12           | Iraklis Thessalonique    | N/A      | 0 - 1     | Cinquième         |
| 1999      | Coupe Intertoto            | Premier tour        | Aberystwyth Town         | 2 - 1    | 2 - 2     | 4 - 3             |
| 1999      | Coupe Intertoto            | Deuxième tour       | FC Jokerit               | 1 - 1    | 1 - 2     | 2 - 3             |
| 2000      | Coupe Intertoto            | Premier tour        | Stabæk                   | 1 - 1    | 0 - 2     | 1 - 3             |
| 2011-2012 | Ligue Europa               | Deuxième tour Q     | AEK Larnaca              | 0 - 8    | 0 - 1     | 0 - 9             |
| 2012-2013 | Ligue Europa               | Premier tour Q      | IF Elfsborg              | 0 - 4    | 0 - 8     | 0 - 12            |
| 2017-2018 | Ligue Europa               | Premier tour Q      | Étoile rouge de Belgrade | 3 - 3    | 0 - 3     | 3 - 6             |
| 2020-2021 | Ligue des champions        | Premier tour Q      | CFR Cluj                 | 0 - 2    | N/A       | 0 - 2             |
| 2020-2021 | Ligue Europa               | Deuxième tour Q     | Linfield FC              | N/A      | 1 - 0     | 1 - 0             |
| 2020-2021 | Ligue Europa               | Troisième tour Q    | Flora Tallinn            | 0 - 0 ap | N/A       | 0 - 0 (2 - 4 tab) |
| 2022-2023 | Ligue Europa Conférence    | Premier tour Q      | Petrocub Hîncești        | 0 - 0    | 0 - 1     | 0 - 1             |
| 2024-2025 | Ligue Conférence           | Premier tour Q      | SP Tre Penne             | 3 - 1    | 1 - 1     | 4 - 2             |
| 2024-2025 | Ligue Conférence           | Deuxième tour Q     | Vitória Guimarães        | 0 - 1    | 0 - 4     | 0 - 5             |
| 2025-2026 | Ligue Conférence           | Premier tour Q      | Haverfordwest County     | 2 - 1    | 3 - 2     | 5 - 3             |
| 2025-2026 | Ligue Conférence           | Deuxième tour Q     | KF Ballkani              | 1 - 1    | 2 - 4     | 3 - 5             |

## Entraineur
- 2015-2016 :  Luis Oliveira
- 2016- :  Giovanni Tedesco